# Pinar Ayhan
Pinar Ayhan, z domu Karakoç (ur. w 1972 roku w Diyarbakırze) – turecka piosenkarka folkowa, reprezentantka Turcji w 45. Konkursie Piosenki Eurowizji w 2000 roku.

## Kariera muzyczna
Pinar Karakoç zaczęła swoją karierę muzyczną w latach 90. W 1996 roku nawiązała współpracę z zespołem Tüzmen, z którym nagrała piosenkę „Var misin söyle” zgłoszoną do udziału w krajowych eliminacjach eurowizyjnych. W lutym wystąpiła z formacją w finale selekcji i zajęła ostatecznie drugie miejsce, przegrywając jedynie z Sebnem Paker. W 1997 roku jako solistka wzięła udział w krajowych eliminacjach z numerem „Sen nerede ben orada”, z którym zajęła drugie miejsce i znów przegrała tylko z Paker.
W 2000 roku (już jako Pinar Ayhan) po raz trzeci wzięła udział w krajowych selekcjach eurowizyjnych, tym razem z utworem „Yorgunum anla” nagranym we współpracy z zespołem SOS. W lutym zaprezentowała się w koncercie finałowym i zdobyła największe poparcie jurorów, dzięki czemu została reprezentantką Turcji w 45. Konkursie Piosenki Eurowizji organizowanym w Sztokholmie. 13 maja wystąpiła w finale widowiska i zajęła ostatecznie 10. miejsce z 59 punktami na koncie, w tym m.in. z maksymalnymi notami 12 punktów od Holandii i Francji. W tym samym roku nagrała partie wokalne na płytę kwartetu Burak Kaya zatytułowaną Cangoya türküler.
W 2012 roku ukazała się debiutancki album studyjny piosenkarki zatytułowany Duyuyor musun?. W 2014 roku premierę miała jej druga płyta zatytułowana İkimiz için.

## Życie prywatne
Pinar Ayhan jest żoną kompozytora Sühana Ayhana.

## Dyskografia
Albumy studyjne
- Duyuyor musun? (2012)
- İkimiz için (2014)